# Trylogia Sienkiewicza
Trylogia Sienkiewicza – cykl powieści historycznych autorstwa Henryka Sienkiewicza, które publikowane były w latach 1884–1888. Ich akcja toczy się na terenach I Rzeczypospolitej pod koniec pierwszej i w drugiej połowie XVII wieku.
W skład Trylogii wchodzą:
- Ogniem i mieczem (1884)
- Potop (1886)
- Pan Wołodyjowski (1888)

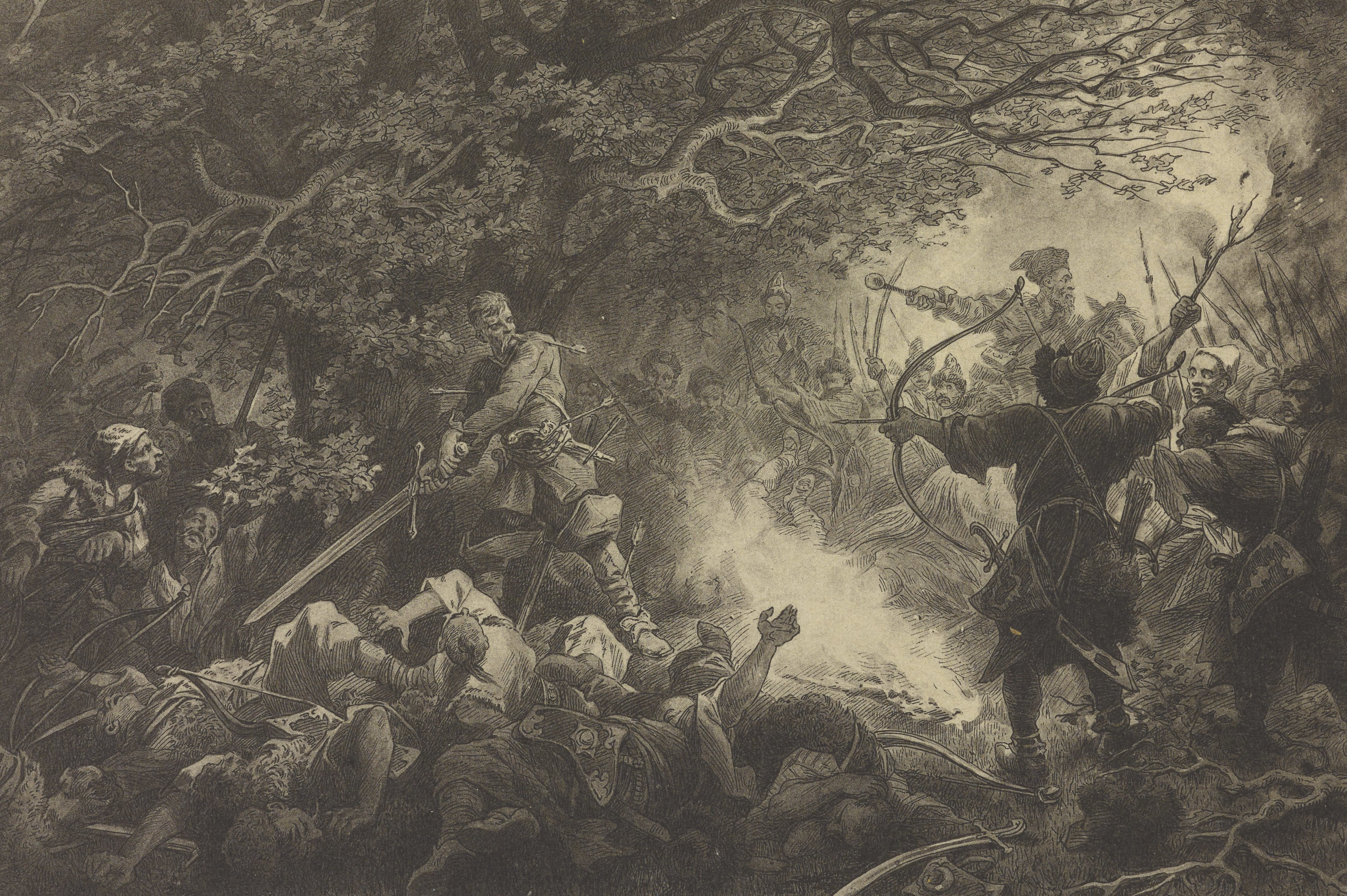
Śmierć Podbipięty pod Zbarażem, ryc. Juliusza Kossaka

Powodem napisania Trylogii było przekonanie pisarza o znaczeniu tradycji dla ugruntowania świadomości narodowej. Cykl ten powstał, kiedy Polska znajdowała się pod zaborami, a zaborcy coraz bardziej nasilali procesy wynarodowienia. 
Obszerne fragmenty Sienkiewiczowskiej Trylogii były publicznie odczytywane w 2014 podczas społecznej akcji propagującej znajomość literatury polskiej Narodowe Czytanie Trylogii Sienkiewicza.
W 2018 r. rękopisy Trylogii – Ogniem i mieczem, Potop i Pan Wołodyjowski – przechowywane w Zakładzie Narodowym im. Ossolińskich we Wrocławiu, zostały wpisane na Krajową Listę Programu UNESCO Pamięć Świata

## Fabuła
W swojej trylogii autor przedstawia dzieje Polski od 1647 do 1673 roku. Akcja pierwszej części toczy się w czasach powstania Chmielnickiego (1648-1657), druga to dzieje wojny ze Szwecją (1655-1660), a trzecia część opisuje początek wojny z Turcją (1672-1676) i pierwsze zwycięstwo Jana Sobieskiego pod Chocimiem. Głównymi bohaterami są postacie fikcyjne, mające jednak odległe pierwowzory historyczne o autentycznych nazwiskach: Jan Skrzetuski, Michał Wołodyjowski, Andrzej Kmicic, Onufry Zagłoba.
Fabuła każdej części oparta została na podobnym schemacie – motywie miłości z przeszkodami. Kobieta, kochana przez szlachetnego i prawego polskiego oficera, dostaje się w ręce jego rywala, będącego jednocześnie przeciwnikiem wojennym ojczyzny. Za każdym jednak razem po wielu burzliwych perypetiach zakochani znów są razem i wszystko kończy się szczęśliwie. Trójkąty te wyglądają następująco – w Ogniem i mieczem:  porucznik chorągwi księcia Jeremiego Wiśniowieckiego Jan Skrzetuski, Helena Kurcewiczówna i Kozak Jurko Bohun; w Potopie: pułkownik Andrzej Kmicic, Oleńka Billewiczówna i książę Bogusław Radziwiłł; w Panu Wołodyjowskim: pułkownik  Michał Wołodyjowski, Basia Jeziorkowska i syn wodza Tatarów Azja Tuhajbejowicz. Ponadto w każdej części epizodem wojennym jest obrona polskiej twierdzy przed siłami nieprzyjaciela: w Ogniem i mieczem - zamku w Zbarażu; w Potopie - klasztoru na Jasnej Górze; w Panu Wołodyjowskim - twierdzy w Kamieńcu Podolskim.  Mimo tego powtarzalnego schematu autor potrafił na tyle go urozmaicić, aby za każdym razem sprawiał wrażenie pomysłu nowego i atrakcyjnego. Dzięki swojej plastycznej wyobraźni, szczególnie wyczulonej na urodę świata i ludzi, Sienkiewicz potrafił powołać do życia postaci, w których realność wręcz uwierzono.

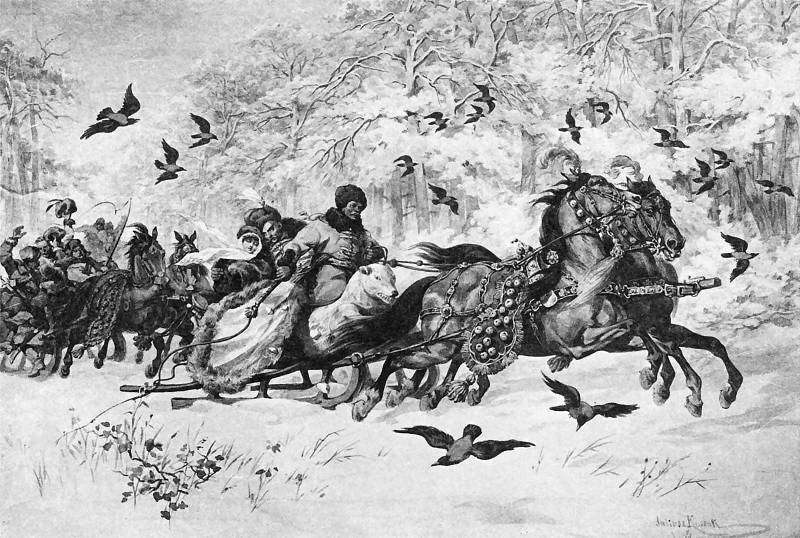
Andrzej Kmicic z Oleńką na kuligu – obraz Juliusza Kossaka (1885)

Losy bohaterów wplecione zostały w dramatyczny los Rzeczypospolitej XVII wieku, co pozwoliło autorowi obok problematyki obyczajowej zająć się tematem patriotyzmu i wojen wówczas toczonych. Sienkiewicz świadomie wybierał wydarzenia historyczne mające najbardziej dramatyczny charakter, by uzyskać zamierzony efekt. Oto w sytuacji niemal beznadziejnej, kiedy los ojczyzny wydaje się już przesądzony, patriotycznie nastawione szczupłe wojska polskie pokonują potężną armię wrogów. Główny bohater, który znajduje się w obozie obrońców ojczyzny, okrywa się chwałą i zdobywa rękę ukochanej, a zdrajca zostaje poniżony i pokonany. W ten sposób Sienkiewicz, idealizując prawdę historyczną, szerzy kult bohaterskiego poświęcenia dla ojczyzny.

## Kontrowersje
Trylogia to punkt zwrotny w twórczości Henryka Sienkiewicza, który przysporzył mu entuzjastów i przeciwników. Przeciwników dlatego, że zwrot ku przeszłości pozytywiści odczytali jako zdradę ich ideałów. Zainteresowanie historią nie mieściło się bowiem w kanonach pozytywistycznego realizmu ani w programie wychowawczym literatury, który formułowany był w ścisłym związku z obserwacją i analizą współczesności. Na dodatek publikacja Trylogii w konserwatywnym „Słowie” wielu uznało za zerwanie z obozem postępowym.
Nic też dziwnego, że Trylogia, a zwłaszcza jej pierwsza część Ogniem i mieczem, wywołała wiele krytycznych wystąpień. Bolesław Prus zarzucał jej odbiegające od realiów i nacjonalistyczne ujęcie spraw ukraińskich, nieuwzględnienie tła historycznego oraz mało wiarygodne psychologicznie sylwetki bohaterów. W późniejszym okresie z krytyką występowali m.in. Stanisław Brzozowski za ucieczkę od problemów współczesności oraz Olgierd Górka za błędy historyczne.
Mimo tych krytycznych ocen Trylogia stała się najbardziej popularnym polskim cyklem powieściowym w historii. Kolejne nakłady rozchodziły się błyskawicznie, a czytelnicy różnych warstw i klas społecznych pasjonowali się przygodami jej bohaterów. Trylogia doczekała się przekładów na blisko 20 języków i utrwaliła pozycję Sienkiewicza w polskim środowisku literackim. W 1953 roku Witold Gombrowicz pisał ironicznie w swoim Dzienniku: „Czytam Sienkiewicza. Dręcząca lektura. Mówimy: to dosyć kiepskie, i czytamy dalej. Powiadamy: ależ to taniocha – i nie możemy się oderwać”.

## Ekranizacje
- 1913: Obrona Częstochowy – polski film niemy (według fragmentu Potopu)
- 1915: Potop – rosyjski film
- 1962: Ogniem i mieczem – włoski film
- 1968: Pan Wołodyjowski – polski film
- 1969: Przygody pana Michała – polski serial telewizyjny (według Pana Wołodyjowskiego)
- 1974: Potop – polsko-radziecki film
- 1999: Ogniem i mieczem – polski film
- 2001: Ogniem i mieczem – polski serial TV (telewizyjna wersja filmu z 1999 roku)